# The Girls Tour
Il The Girls Tour è stato il terzo tour, il secondo mondiale, della cantante britannica Rita Ora, a supporto del suo secondo album in studio Phoenix (2018).

## Scaletta
1. Your Song
2. Poison
3. I Will Never Let You Down
4. How We Do (Party)
5. Body on Me
6. Summer Love
7. Soul Survivor
8. R.I.P.
9. Girls
10. Doing It
11. Lonely Together
12. Black Widow
13. Hot Right Now
14. For You
15. Anywhere